# Acronicta hastulifera
Acronicta hastulifera är en fjärilsart som beskrevs av James Edward Smith och John Abbot 1797. Acronicta hastulifera ingår i släktet Acronicta och familjen nattflyn. Inga underarter finns listade i Catalogue of Life.